# Сіверські скрижалі
«Сіверські скрижалі» — книга, краєзнавчий портрет Чернігівщини. Видання Чернігівського земляцтва в Києві за загальною редакцією Віктора Ткаченка. Упорядник-редактор Леонід Горлач.
У виданні представлена історія міст та сіл Чернігівщини. Кожен район має свою загальну характеристику. До кожного населеного пункту додані географічні координати, кількість населення та дворів. Подані прізвища відомих людей, які здобули вагомі успіхи у науці, культурі, спорті, праці тощо. Текстову частину видання доповнюють герби, прапори, карти, характерні для кожного з районів Чернігівщини.

## Вихідні дані
Видрукована в Києві в 2011 видавництвом «Дім, сад, город». Тираж 1000 примірників, обсяг 648 сторінок. ISBN 978-966-2471-29-8

## Історія створення
Першим ідею Чернігівського земляцтва в Києві видати краєзнавче дослідження про Чернігівщину підтримав і виділив основну частину коштів на видрукування Федір Шпиг. Значний матеріальний вклад у випуск книги внесли також Анатолій Ткаченко, Андрій Пінчук, В'ячеслав, Олег, Тарас та Юрій Проценки.
Виданню сприяли сотні місцевих краєзнавців — бібліотекарів, учителів, співробітників органів влади в районах.
Вперше презентація книги «Сіверські скрижалі» відбулася 26 квітня 2011 року в прес-центрі Київського палацу спорту.

## Виноски
1. ↑  http://svoboda.fm/Culture/212758.html